# Provincia de Barinas
La provincia de Barinas fue una de las provincias históricas que se constituyeron durante el periodo colonial venezolano y que terminaría formando parte integral de la Capitanía General de Venezuela luego de su creación en 1777. Más tarde formó parte de la Gran Colombia y una vez que este país desapareció, del Estado de Venezuela. Abarcó un territorio similar al de los actuales estados Barinas y Portuguesa.

## Historia
La ciudad de Barinas es a veces llamada la Ciudad Marquesa, debido a la leyenda de José Ignacio del Pumar, marqués del Pumar. Marqués de las riberas de Boconó y Masparro, fue un acaudalado patriota que se pronunció a favor de la independencia siendo alcalde de Barinas y en 1810 aportó 1000 caballos al ejército de Bolívar en 1813: con la victoria de los realistas, fue hecho prisionero y murió en Guanare en 1814. Su residencia es actualmente un museo al lado de la Gobernación de Barinas, frente a la plaza Bolívar de Barinas.

### Cronología
- 1786: Por real cédula del 15 de febrero, el rey Carlos III crea la provincia de Barinas separada de la provincia de Maracaibo.[3]

- 1788: Fundación de San Fernando de Apure por orden del gobernador de la provincia de Barinas, Fernando Miyares y González, y ejecutada por el Teniente Mayor Juan Antonio Rodríguez y Fray Buenaventura de Benaocaz, bajo la denominación de Villa de San Fernando del Paso Real de Apure

- 1800: El sabio Alexander von Humboldt visita Apure.

- 1811: Barinas está entre las provincias firmantes del Acta de la Declaración de Independencia de Venezuela, por tal motivo es honrada con una estrella en la Bandera de Venezuela.

- 1813: Durante la Campaña Admirable, Simón Bolívar y Rafael Urdaneta derrotan al jefe realista Antonio Tíscar en la batalla de Barinas, con la victoria de la campaña admirable, Barinas queda incorporada a la Segunda República de Venezuela.

- 1813: El sargento José Antonio Páez derrota al jefe realista Miguel Marcelino en el combate de Matas Guerrereñas, lo que le valió el ascenso a capitán.

- 1814: Sitio de Barinas, Barinas cae en manos de los realistas.

- 1815: Toma de Guasdualito por José Antonio Páez, victoria en Chiré derrotando al realista Sebastián de la Calzada.

- 1816: Luego de sus victorias en Arauca, Páez asume el gobierno de Guasdualito y es ascendido a general de brigada. Páez logra una serie de victorias contra los realistas entre ellas Achaguas y en San Fernando de Apure.

- 1817: Páez con 1.100 hombres derrota al realista Miguel de la Torre quien tenía 4.000 hombres en el combate de Mucuritas, luego toma Barinas recuperándola.

- 1819: Con 150 hombres, el general de división José Antonio Páez derrota al mariscal español Pablo Morillo en la Batalla de Las Queseras del Medio. Con la batalla de Calabozo se consolida la libertad de la provincia de Barinas y comienza la Campaña Libertadora de Nueva Granada. Barinas es incorporada a la Tercera República de Venezuela.

- 1821: Barinas es incorporada a la Gran Colombia como parte del Departamento de Venezuela.

- 1823: El 17 de julio el Congreso Constituyente de la Gran Colombia segrega de Barinas la provincia de Apure, señalando como límite entre ambas los ríos Uribante y Apure.[3]

- 1824: Se crea el Departamento de Apure de la Gran Colombia con los territorios de las provincias de Barinas y Apure.[3]

- 1830: Barinas forma parte de la República de Venezuela como una de sus provincias constituyentes.[1]

- 1839: La provincia de Barinas estaba formada por 8 cantones: Barinas, Pedraza, Obispo, Guanarito, Nutrias, Guanare, Ospino y Araure.[1]

- 1851: Portuguesa es segregada de la provincia de Barinas.[2]

- 1859: Tiene lugar la Batalla de Santa Inés en el contexto de la Guerra Federal.

- 1862: Apure y Barinas son fusionadas para formar Zamora, pero esto es invertido en 1864.[1]

## Geografía

### Territorio

#### 1786-1824
La provincia de Barinas incluía el territorio de los actuales estados Barinas y Apure, inicialmente menor, las fundaciones de villas como San Fernando y la actividad de los misioneros, lograron extender sus fronteras hasta los ríos Portuguesa, Orinoco, Apure y Meta.

#### 1824-1864
En 1823 la provincia colonial de Barinas fue dividida en la de Achaguas y Barinas, con capitales en las ciudades homónimas. Un año más tarde la Ley de División Territorial de la República de Colombia creó con estas provincias el Departamento de Apure.

### División territorial

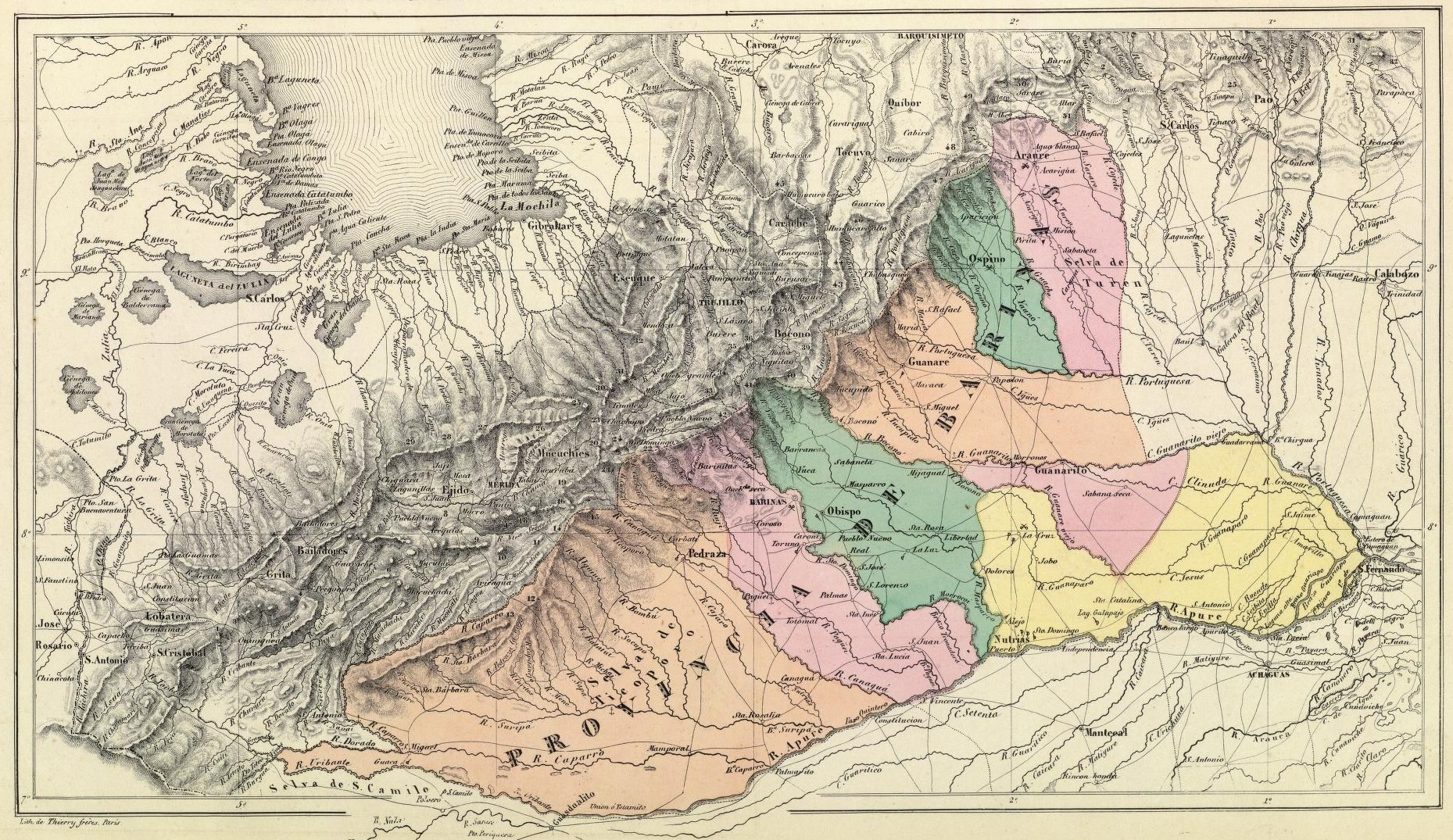
Provincia de Barinas en 1840.

En 1825 la provincia de Barinas estaba dividida en los cantones de Barinas, Obispos, Mijagual, Guanarito, Nutrias, San Jaime, Guanare, Ospino, Araure, Pedraza.
En 1840 la provincia de Barinas estaba dividida en los cantones de Barinas, Obispos, Guanarito, Nutrias, Guanare, Ospino, Araure, Pedraza.